# Agostino Cusani (1542–1598)
Agostino Cusani (ur. w 1542 w Mediolanie, zm. 20 października 1598 tamże) – włoski kardynał.

## Życiorys
Urodził się w 1542 roku w Mediolanie, jako syn Luigiego Cusaniego i Costanzy d’Addy. Uzyskał doktorat utroque iure, a następnie został protonotariuszem apostolskim, referendarzem Trybunału Sygnatury Sprawiedliwości i Łaski i klerykiem Kamery Apostolskiej. 14 grudnia 1588 roku został kreowany kardynałem diakonem i otrzymał diakonię Sant’Adriano al Foro. 14 stycznia 1591 roku został podniesiony do rangi kardynała prezbitera i otrzymał kościół tytularny San Lorenzo in Panisperna. Zmarł 20 października 1598 roku w Mediolanie.